# Philharmonics
Philharmonics er debutalbummet fra den danske singer-songwriter Agnes Obel. Det blev udgivet den 4. oktober 2010 på det internationale selskab PIAS Recordings. Philharmonics har ligget nummer ét i Danmark, og har desuden opnået top 10-placeringer i Belgien, Frankrig, og Holland. Albummet har modtaget fem-dobbelt platin for 100.000 solgte eksemplarer i Danmark. Philharmonics har sammenlagt solgt 450.000 eksemplarer i Europa.
Agnes Obel blev tildelt prisen European Border Breakers Awards 2012 for Philharmonics.

## Numre
Alle sange skrevet og komponeret af Agnes Obel, undtagen hvor noteret. 
| #   | Titel                     | Længde |
| --- | ------------------------- | ------ |
| 1.  | "Falling, Catching"       | 1:35   |
| 2.  | "Riverside"               | 3:50   |
| 3.  | "Brother Sparrow"         | 4:00   |
| 4.  | "Just So"                 | 3:37   |
| 5.  | "Beast"                   | 3:51   |
| 6.  | "Louretta"                | 2:07   |
| 7.  | "Avenue"                  | 4:08   |
| 8.  | "Philharmonics"           | 3:35   |
| 9.  | "Close Watch" (John Cale) | 4:02   |
| 10. | "Wallflower"              | 2:28   |
| 11. | "Over the Hill"           | 2:50   |
| 12. | "On Powdered Ground"      | 4:09   |

| 13. | "Katie Cruel" | 2:59 |